# Matt Mead
Matthew Hansen "Matt" Mead (n. 11 de març de 1962) és un polític estatunidenc del  Partit Republicà. Des de 2011 és el  governador de l'Estat de Wyoming. Entre 2001 i 2007 va ocupar el càrrec de Fiscal del Districte de Wyoming.